# آقلة
آقلة هي مدينة ومنطقة إسبانية تابعة لبلدية فنتاس في مقاطعة غرناطة في منطقة الأندلس ذاتية الحكم. وتقع في الجزء الشمالي الشرقي من منطقة الحمة. بالقرب من هذه المدينة توجد مدن إسكوزار وجِمِنياس والملاحة.